# Švehlova kolej
Švehlova kolej je historická budova v Praze na Žižkově. Uvnitř budovy se nachází studentské ubytovací zařízení s kapacitou 731 lůžek a Divadlo Venuše. Samotnou kolej má ve správě Univerzita Karlova. Kolej nese jméno předsedy vlády z období výstavby objektu Antonína Švehly, za socialismu nesla název Kolej 5. května,a to od roku 1954.

## Historie

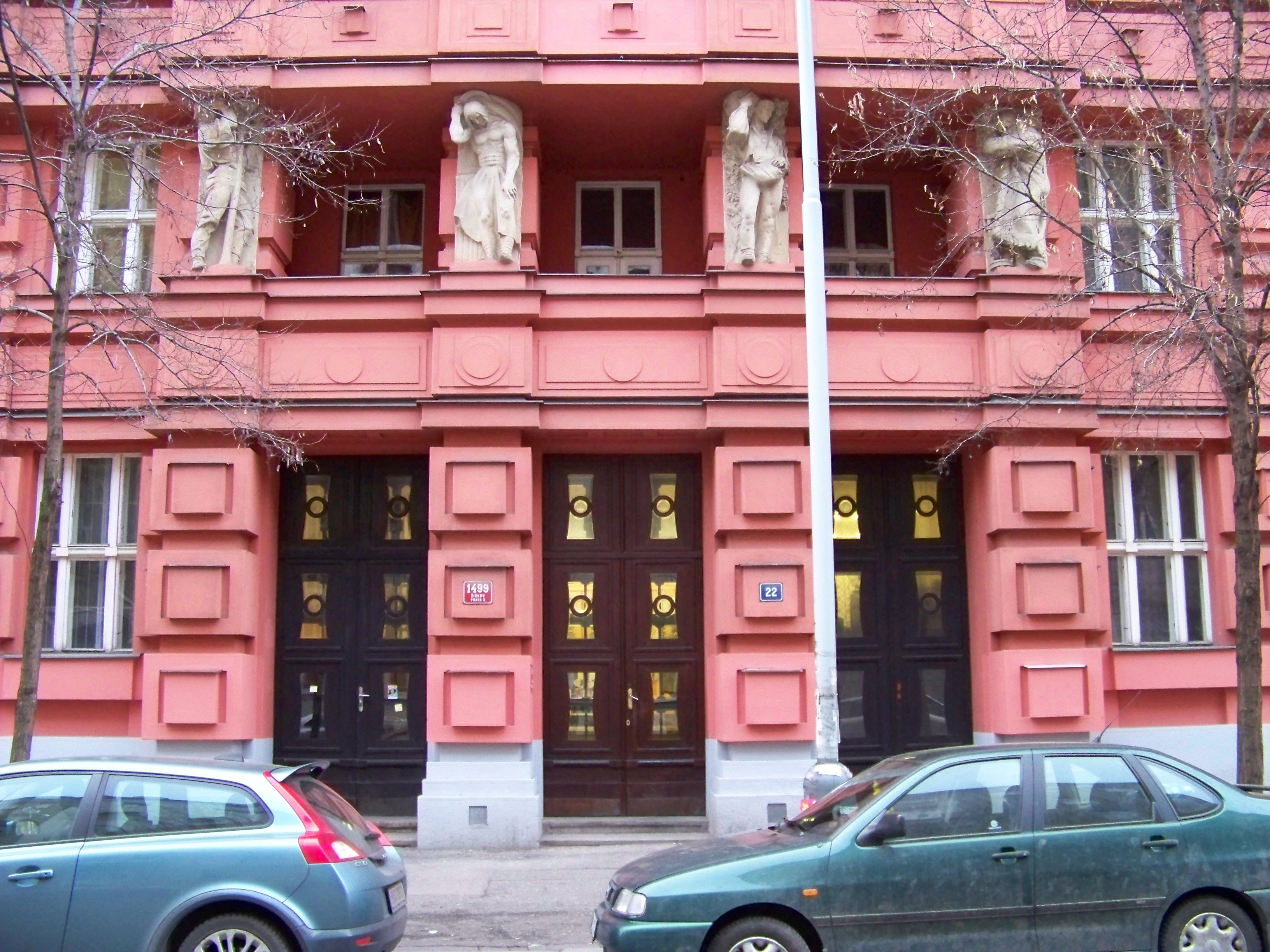
Kariatidy nad vchodem.

Kolej byla vybudována v letech 1923 až 1925 na rohu Grégrovy (dnes Slavíkovy) a Křížkovského ulice. Budovu navrhl architekt Jan Chládek a následně byla realizována žižkovskou stavební společností Hroch & Hilse. Sochařské práce provedl sochař František Úprka. Finance na stavbu nebylo snadné získat, k realizaci pomohly četné dary či loterie. Každý z rodičů ubytovaných studentů musel odkoupit družstevní podíl za 500 Kčs, z čehož byla splácena hypotéka. V roce 1928 bylo v přízemí zřízeno večerní kino Academia. Po demonstracích na podzim roku 1939 a pohřbu Jana Opletala vtrhli do budovy příslušníci Říšské ochranné policie a drasticky pozatýkali účastníky demonstrací. V 50. letech 20. století bylo k budově směrem do ulice Křížkovského přistavěno další křídlo. Od roku 2004 je budova chráněna jako kulturní památka.

## Popis

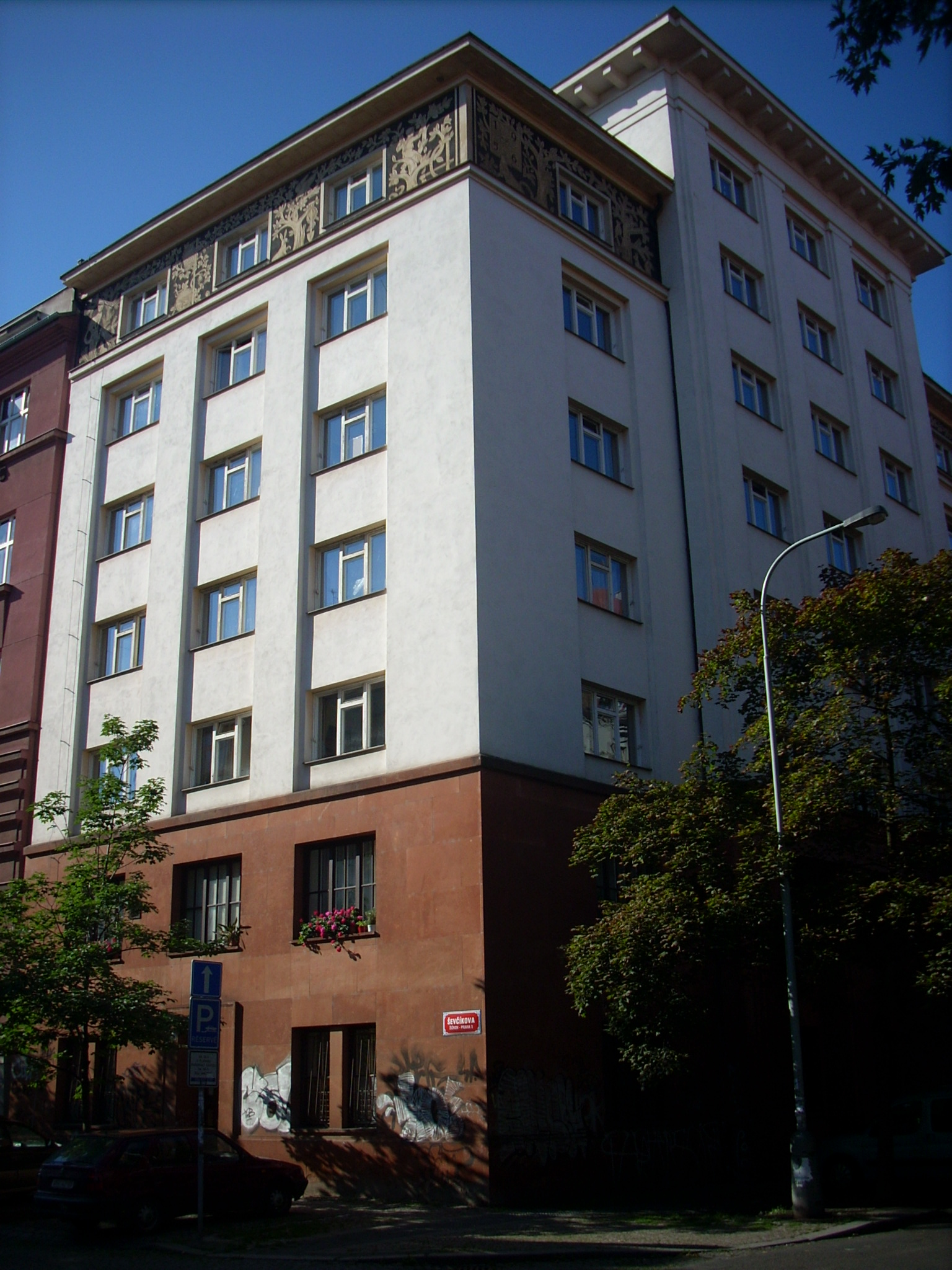
Nová část koleje

### Stará část budovy
Stará část Švehlovy koleje je postavena ve stylu rondokubismu. Nad trojdílným vchodem se nachází kariatidy zobrazující čtyři roční období a nesoucí lodžii nad vstupem. Ve stejné linii nalezneme na atice mohutné kamenné koule. V 5. patře je na nároží zapuštěná terasa. V interiéru se stále zachovalo členění vstupního interiéru a větvící se schodiště. Dále se uvnitř nachází pokoje studentů, sociální zařízení, studovny, posilovna, prádelna, vrátnice a menza, ta je však už mimo provoz. Směrem do vnitrobloku se nachází křídlo bývalého kina Academia (dnes zde sídlí Divadla Venuše).

### Nová část budovy
Dostavba z 50. let byla postavena ve stylu socialistického realismu. U bývalého vstupu se na fasádě nachází busty Bernada Bolzana, Jana E. Purkyně a Bedřicha Hrozného. V budově se nachází pokoje studentů, v přízemí sídlí několik soukromých společností.